# Украинское национальное возрождение
Украинское национальное возрождение — социальное и политическое движение на территории Российской и Австро-Венгерской империй, выступавшее за национально-культурное возрождение и становление украинской нации. Существует множество различных теорий и оценок сущности украинского национального возрождения, как политического, социального, национально-освободительного движения. Украинское национальное движение зародилось на территории Российской империи в кругах казацкой старшины, под влиянием исторических процессов в Европе конца XVIII века. Великодержавная политика царского самодержавия привела к подъёму украинского национального движения в России в середине XIX века. В начале XX века оно окончательно перешло в свою политическую стадию и характеризовалось активной борьбой украинцев за свои как культурные, так и политические права. С возникновением украинских партий, решение национального вопроса в России связывается с решением политических проблем: ликвидация самодержавия, установление парламентаризма, предоставление демократических свобод.
Среди исследователей нет единого взгляда о времени и месте выделения из украинофильства как феномена политического украинского движения. Также дискуссионным является вопрос об основных движущих силах его формирования.

## История
Подробнее: Новгород-Северский патриотический кружок и Малороссийское тайное общество
В своем исследовании "Украинство в России: НОВЕЙШИЕ времена." Владимир Дорошенко разделяет развитие украинского движения в России в три этапа. Первый Полтавско-Харьковский, длился с конца XVIII ст. до 40-х годов XIX ст. Именно тогда, в 1791, казацкая старшина направила Василия Капниста в Германию искать помощи против «русской тирании», которая грубой рукой отменила украинские вольности. Второй, Петербургско-Киевский, продолжался в 40-х годах. В 70-х годах движение переносится в Киев. С тех пор, по его мнению, Киев становится столицей нового украинского движения. Подобные стадии выделял и М. С. Грушевский.

### Начало
Отделение Украинской из христианского общественности Речи Посполитой происходило на почве украинской этнической идентичности в ходе: повышение роли городов как интеллектуальных центров; поисков религиозного понимания между православными и католическими конфессиями; распространение протестантского движения и реформационного свободомыслия в условиях притеснений как на Западе, так и на Востоке Европы; развития православных церковных братств и соответствующей школьного образования; обострение борьбы православной церкви с католической; борьбы казачества за свою самоутверждения и возникновения союза казачества с православной церковью. Мощный толчок процессам самоидентификации украинских высших слоев общества с украинским населением, с украинской территории и с украинскими религиозными ценностями был дан национальной революцией 1648-76 Однако, после принятия Гетманщиной протекции московского царя эти процессы постепенно начали угасать. Казацкая элита отдавала предпочтение не столько политической или этнорелигиозной идентичности, сколько становой, добиваясь уравнение себя в правах с российским дворянством.

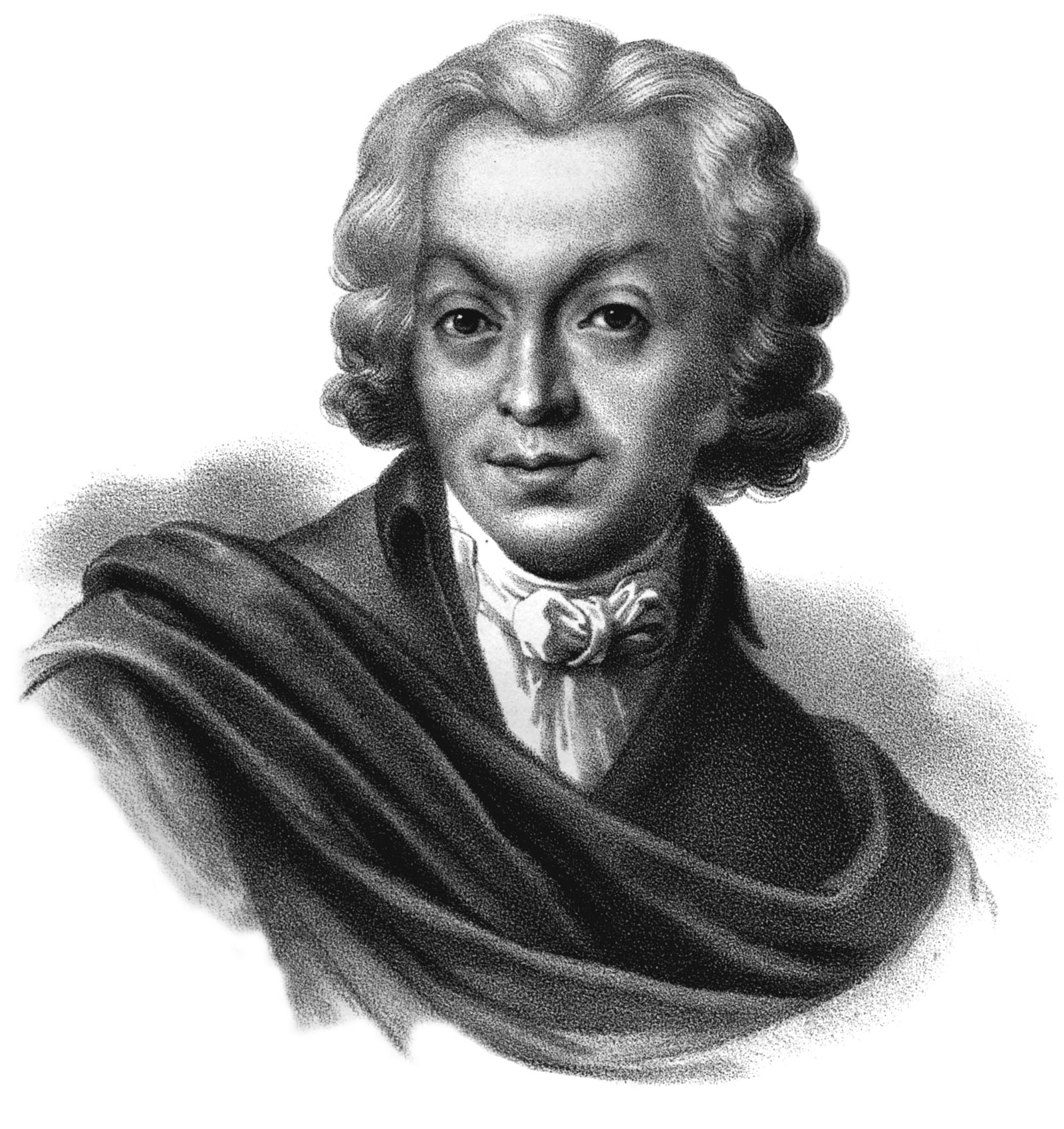
Василий Капнист

После революции и Гражданской войны, образования УССР и установление советской власти на большей территории Украины, а также пребыванием Западной Украины в состав Польши, Чехословакии и Румынии, научное изучение феномена украинского национального движения в СССР и странах Восточной Европы практически не осуществлялось.
Толчком к возрождению украинской национальной идентичности стали общеевропейские исторические изменения 18-го века. Они возбудили в украинской элиты потребность найти свою «Украинскую правду». И хотя этот поиск сначала подчинялся прежде всего сословным интересам украинской казацкой старшины, однако создание украинской элитой собственного исторического мифа (отчетливо представленного в анонимной «Истории Русов») и консолидация вокруг идей республиканизма дали ей возможность выйти за пределы корпоративных интересов и заложить краеугольные камни в процесс формирования современной украинской нации.
В апреле 1791 года Василий Капнист вместе со своим братом Петром по поручению украинских патриотических кругов (Новгород-Северского патриотического кружка) находился в Берлине. Он вел переговоры с представителями прусских правительственных кругов, о возможности оказания помощи украинскому национально-освободительному движению в случае открытого вооруженного выступления против русского самодержавия.
1821 года Василий Лукашевич основал Малороссийское тайное общество, ставившее своей целью создание украинского самостоятельного государства. Ячейки общества существовали в Киеве, Полтаве, Чернигове и других городах. Малороссийское тайное общество имело тесные связи с Обществом Объединённых Славян и польскими патриотическими организациями, в частности обществом Темпляры. В 1826 членов Малороссийского общества арестованы.

### В Российской империи

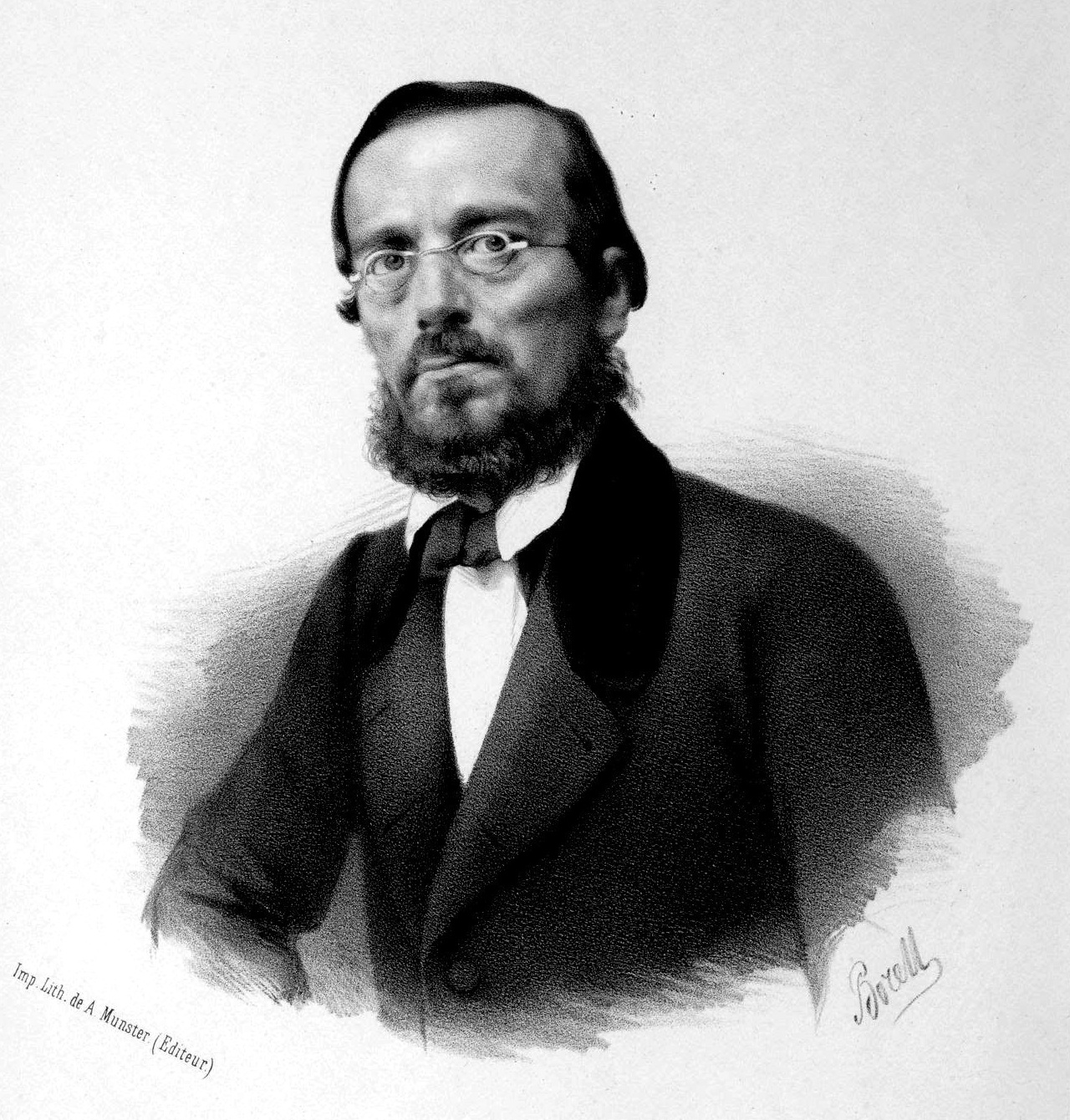
Николай Костомаров

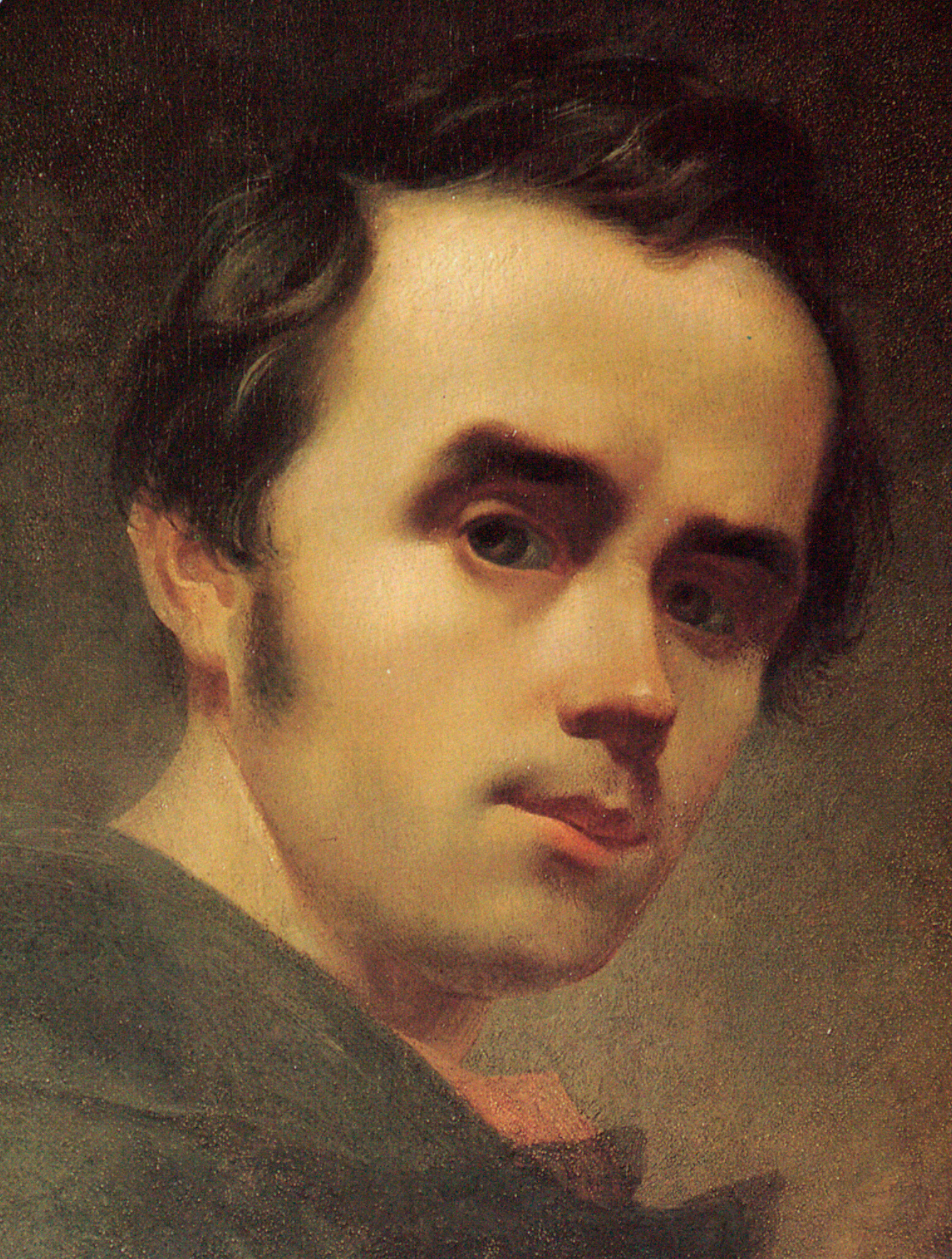
Тарас Шевченко

В января 1846 г. года в Киеве создано тайную политическую организацию — Кирилло-Мефодиевского братства. Инициаторами выступили: Василий Белозерский, Николай Гулак, Николай Костомаров, Пантелеймон Кулиш, Афанасий Маркевич, с апреля 1846 до общества вступил Тарас Шевченко.
Программные положения братства были изложены в «Книге бытия украинского народа» и "Уставе Славянского братства св. Кирилла и Мефодия «, основным автором которых был Николай Костомаров, и в» Записке ", написанной Василием Билозерским. В основу документов легли идеи украинского национального возрождения и панславизма. Кирилло-Мефодиевского общества было одним из проявлений подъёма национального движения на украинских землях и активизации общеславянского движения под влиянием освободительных идей периода назревания общеевропейской революционного кризиса — «Весны народов».
Кирилло-Мефодиевского братства ставило своей главной задачей построение будущего общества на принципах христианской морали, уравнивание в правах всех славянских народов по их национального языка, культуры и образования; создание демократической федерации славянских народов, уничтожение царизма и отмены крепостного права и состояний; установление демократических прав и свобод для граждан.
После поражения в Крымской войне царское правительство смягчило внутреннюю политику, провозглашено амнистию и членам Кирилло-Мефодиевского братства. Центром украинской жизни стал Петербург, где собралось много членов братства. В 1859 году в Петербурге создана первая украинское общество — культурно-образовательную организацию, которая ставила своей целью распространение национальной идеи путем просветительской деятельности. Через два года аналогичная община возникла в Киеве.
В начале 70-х годов, под влиянием растущих революционных настроений в России и осознание невозможности преодоления украинского движения за его поддержку в Австрии, царский давление начало ослабевать. Украинское движение снова восстанавливается и на лбу становится киевская община, в состав которой входили Владимир Антонович, Павел Житецкий, Николай Лысенко, Михаил Старицкий, Павел Чубинский, Владимир Страшкевич, Александр Русов и другие. Особого влияния получили идеи Михаила Драгоманова, который проповедовал социализм и утверждал, что украинская нация должна вернуться «в семью культурных европейских народов, в которую она входила до конца XVII века».
Однако бурное развитие украинской жизни привел к новым обвинениям украинский в сепаратизме. Российскими властями украинство в этот период рассматривался как течение «безосновательная, искусственная, предательская». Его опасность заключалась в его нацеленности «на разрушение единства российской нации и государства, на то, чтобы» отобрать «тем самым часть национальной территории вместе с Киевом -» матерью городов русских "". Следствием стало подписание в 1876 году печально Эмсского указа — распоряжение российского императора Александра II, направленное на вытеснение украинского языка из культурной сферы и ограничения её бытовым потреблением.
В начале 80-х годов в Петербурге студенты-украинцы создали группу «украинских социалистов-федералистов» (1883—1888 гг.). В своей политической программе они выступали против русификации Украины и за полную национальную автономию Украины.
В конце 80-х годов украинское движение получило новую поддержку в виде молодых публицистов Трофима Зеньковского и Бориса Гринченко. Они категорически выступили против формального украинофильства, требуя от украинской интеллигенции решительных и последовательных действий. В 1893 году они опубликовали программу деятельности «сознательных украинский», где высказались за единство украинской нации, развитие украинского языка и необходимость защищать права украинской нации.

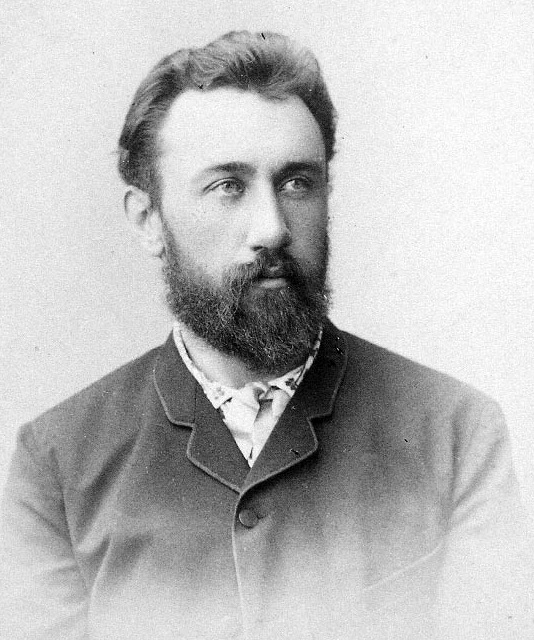
Борис Гринченко

Первой украинской политической организацией, стояла на принципах независимости Украины, было «Братство тарасовцев» (1891—1898) — тайная организация, образованная в Полтаве. Его основал небольшая группа украинских студентов — Виталий Боровик, Борис Гринченко, Иван Липа, Николай Михновский, Владимир Шемет. Свои взгляды тарасовцы выложили в политической декларации «Верую молодых украинский». Кроме культурной деятельности (распространение украинского языка в семье, учреждениях, школах, обучение детей украинской грамоты, докладов, культивирование идей Шевченко), тарасовцы выдвинули такие политические постулаты: освобождение украинской нации из-под российской оккупации, требование полной государственно-политической независимости Украины, убеждения, что справедливое решение социального вопроса возможно только при условии достижения государственной суверенности.
В 1900 году в Харькове возникла первая в Приднепровье политическая партия — Революционная украинская партия (РУП). Возникновение РУП было завершением предыдущих попыток создания политических организаций, таких как «Братство тарасовцев», социал-демократическое кружок И. Стешенко и Леси Украинки, которые порывали с тогдашним украинским аполитичным культурничеством и украинофильством и начинали политическую деятельность.
В 1902 году образуется Украинская народная партия во главе с Николаем Михновским, а в 1905 году — Украинская социал-демократический союз во главе с Меленевский. В 1905 году основная часть РУП во главе с М. Поршем, В. Винниченко, С. Петлюрой образовали Украинскую социал-демократическую рабочую партию. В 1904 году образуется Украинская демократическая партия — партия демократически либерального толка во главе с Е. Чикаленко. Осенью 1904 года некоторые члены УДП положили начало Украинской радикальной партии (СРП), во главе с Б. Гринченко и С. Ефремовым. Осенью 1905 обе партии объединились в Украинскую радикально-демократическую партию (УРДП)..
Во время революции 1905 года Украинское национальное движение ещё не имел достаточного влияния, чтобы самостоятельно идти на выборы. Однако лидеры украинских партий вошли в избирательные списки крупнейших российских оппозиционных партий. Таким образом в первой Государственной думе была создана Украинская Парламентская Общество, состоявшая из 45 послов из всех 102 избранных от Украины. Её председателем был избран адвокат и общественный деятель из Чернигова Илья Шраг. Политической платформой этой парламентской группы была борьба за автономию Украины.

### В Австро-Венгрии

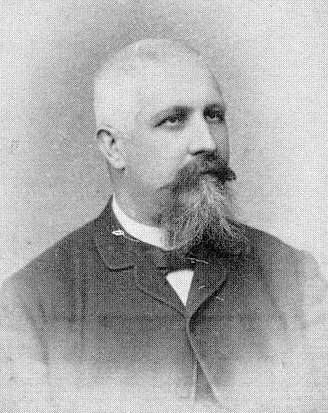
Юлиан Романчук

В течение первой половины XIX в. на западноукраинских землях развивалось украинское национальное движение. Условия, в которых происходило Украинская нации на западноукраинских землях, были гораздо сложнее, чем на Приднепровье, где росту национального сознания способствовала память о Гетманскую государство.
Революция 1848 года дала представителям образованного западно общества, толчок и возможность к формальному самоопределение своей нации как отдельного и до основания национальных учреждений. 19 апреля 1848 группа представителей греко-католического духовенства от имени всех Украинской Галичины обратилась к императору с петицией, в которой, в частности, отмечалось, что украинцы-автохтоны в Галичине имели когда-то государственную самостоятельность, они ценят свою нацию и хотят её сохранить.
2 мая 1848 во Львове основано Главную Русскую Раду — первую украинскую политическую организацию, которая выступала в качестве представителя интересов украинской Галичины. 15 мая 1848 году тиражом в 4000 экземпляров вышел первый номер газеты «Зоря Галицкая» — первого национального журнала украинском народном языке в Украине. В первом номере газеты напечатано воззвание к украинскому народу, в которой провозглашено единство со всем украинским народом, а также выражено требование по развитию украинского языка.
В 90-х годах XIX в. национальное движение на западноукраинских землях вступил в политическую стадию развития. Российский историк Олег Неменский называет 25 ноября 1890 года датой его «первой публичной презентации». В этот день в Галицком сейме депутаты Юлиан Романчук (представитель «Русского клуба», в который входило 16 депутатов сейма) и Анатоль Вахнянин заявили с трибуны сейма, что "православно-униатский населения Галицкой Руси, которое называет себя русинами, на самом деле не имеет ничего общего с русским народом ", а есть украинский. Неменский называет это событие началом «новой эры» в политической жизни Галичины. В 1895 году в сейме уже была представлена не русинский делегация, а украинский.
В это время национальная идея выходит за пределы интеллигентской среды и проникает в широкие массы, создает условия для формирования политического движения с национальной окраской. Первой такой партией была основана 1890 Русско-украинская радикальная партия (РУРП) во главе с Иваном Франко и М. Павликом. В своей деятельности они стремились совместить социализм с защитой национальных интересов украинской Галичины, при этом выдвигая постулат политической самостоятельности Украины. Позже были образованы и другие партии: Украинская национально-демократическая партия — УНДП (1899 p.), Ставшей влиятельная среди украинских партий, Украинская социал-демократическая партия — УСДП (1899 р.) И Католический русско-народный союз (1896 г.), преобразованный в 1911 на Христианско-общественную партию.

## Историография

### Первые попытки анализа

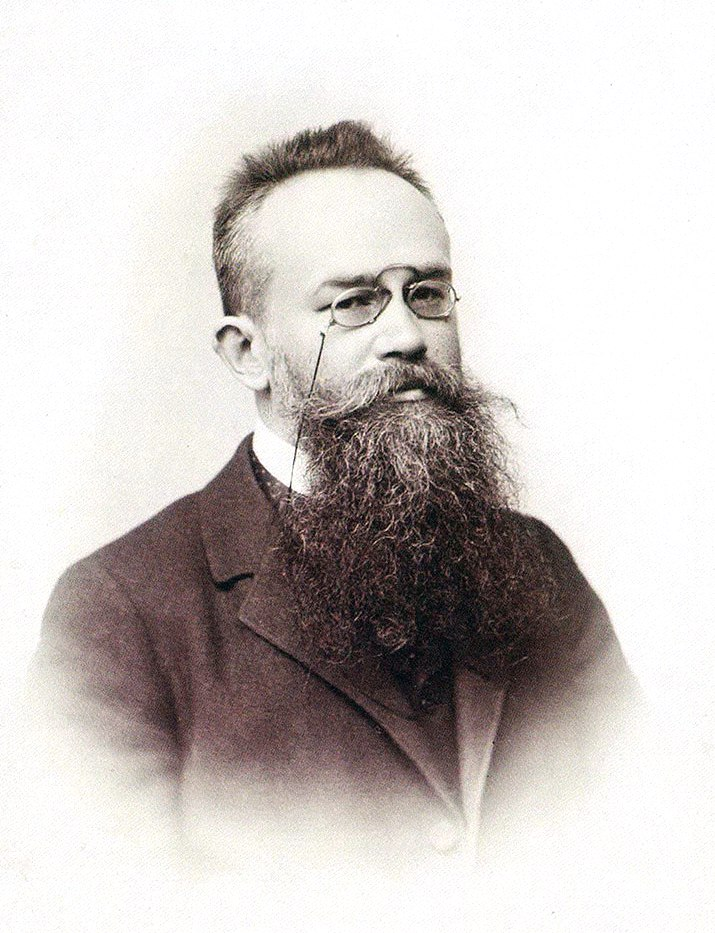
Михаил Грушевский

Первые попытки анализа украинского национального движения как социально-политического феномена в научной среде известны с начала XX века.
В 1906 году историк Михаил Грушевский в Санкт-Петербурге опубликовал отдельным изданием работу «украинства въ Россш, его запросы и нужды», которая была одним из разделов его труда «Очерк истории украинского народа», в которой украинство характеризовалось как историческая необходимость уравнивания в правах украинского народа с русским. В 1912 году Грушевский опубликовал в московском литературном журнале, который только что открылся, «Украинская жизнь» статью под названием «Украина и украинства», в которой выступил с жесткой критикой представителей «украинства», которые признают неспособность «Украинская племени» к государственной жизни.
В 1917 году библиограф и общественный деятель Владимир Дорошенко в Вене издал работу "Украинство в России. НОВЕЙШИЕ времена ", в которой изложил свой взгляд на предысторию формирования украинства и сделал вывод, что сознательное украинство сформировалось в России в конце 1890-х годов.
В среде эмиграции происходила некоторая научная дискуссия между представителями украинского и русского политической эмиграции, которая в основном по критике украинского движения общероссийским эмигрантскими историками. Однако масштабы научной дискуссии и изучения феномена украинства в этот период в целом были небольшие, и в дальнейшем переместились преимущественно в публицистическое среду.

### Современное состояние
В 1996 году украинский историк Ярослав Грицак опубликовал труд «Очерк истории Украины. Формирование современной украинской нации XIX—XX ст..», посвященный процессу образования украинской нации и обстоятельствам, в которых это происходило.
Тему исследует Надтока Александр Михайлович в кандидатской диссертации "Вклад русской демократической интеллигенции в украинском национальном возрождении (кон. XVIII — нач. XX в.) "(2001) и трудах
- Российская демократическая интеллигенция и украинское национальное возрождение (конец XVIII — начало XX в.). — М., 2002.
- Украинская национальная элита XIX в.: М. П. Драгоманов // Восток. — 1996. — № 2. — С.34-39.

## Критика
В 1904 году галицкий москвофил Осип Мончаловський в работе «Главные основы русской народности» одним из первых высказал свой взгляд на явление украинства, согласно которому: «украинствовать значит: отказываться от своего прошлого, стыдиться принадлежности к русскому народу».
В 1912 году российский чиновник Сергей Щеголев в Киеве выдал объемную работу «Украинское движение как современный этап южноруського сепаратизма», а в 1914 году работу "Современное украинство. Его происхождение, рост и задачи ", где украинское национальное движение рассмотрено как сепаратистское политическое движение.
Российский националист и богослов Дмитрий Скринченко в 1916 году называл украинство «регрессивным движением», а русский религиозный философ Николай Лосский называл украинский движение — провинциализмом.
Доктор политических наук Сергей Малахов характеризует украинство на всех этапах его развития как сецесийнисть — идеологию этнически мотивированного сепаратизма.
Российский националист и украинофоб Василий Шульгин в брошюре «Украинствующие и мы», изданной в 1939 году в Белграде, выступил с резкой критикой украинства, которое назвал «сектантством» и политической ошибкой.